# Scogli Bailey
Gli scogli Bailey (in inglese Bailey Rocks) sono un piccolo gruppo di scogli antartici che si estendono dalla punta nord della penisola Bailey sino alla baia Newcomb e fanno parte dell'arcipelago Windmill.
Localizzati ad una latitudine di 66° 17' sud e ad una longitudine di 110°32' est gli scogli sono stati mappati per la prima volta mediante ricognizione aerea durante l'operazione Highjump e l'operazione Windmill, negli anni 1947-1948 e osservati direttamente nel 1957 da una spedizione partita dalla stazione Wilkes. Sono stati intitolati a Carl T. Bailey, un membro della US Navy facente parte del team invernale della stazione.